# Ernest Denis (homme politique)
Pour les articles homonymes, voir Ernest Denis et Denis.
Ernest Denis, né le 26 janvier 1930 à Prouvy et mort le 5 mars 1996 à Marly-lez-Valenciennes, est un homme politique français.
Il est député UNR du Nord pendant la Ire législature de la Ve République, du 30 novembre 1958 au 9 octobre 1962.